# Ocho inmortales del vino
Los Ocho Inmortales del Vino o los Ocho Inmortales Complacidos en el Vino (en chino: 饮中八仙) fueron un grupo de eruditos de la Dinastía Tang a quienes les gustaba beber. No han sido deificados y el término Xian (Inmortal, Transcendente) es solo metafórico. El término es usado en un poema de Du Fu, y en la Biografía de Li Po en el Nuevo Libro Tang (新唐書).
Ellos son:
- Li Po
- He Zhizhang
- Zhang Xu
- Cui Zongzhi (崔宗之 Cuī Zōngzhī)
- Jiao Sui (焦遂 Jiaō Suì)
- Li Shizhi (李適之 Lǐ Shìzhi)
- Su Jin (蘇晉 Sū Jìn)
- Wang Jin (王璡 Wáng Jìn)

- Datos: Q3235363